# Heihachi Mishima
Heihachi Mishima (三島 平八?, Mishima Heihachi) è un personaggio immaginario della serie di videogiochi picchiaduro Tekken. È uno dei personaggi principali di tutta la serie nonché capo della Mishima Zaibatsu e compare in tutti i videogiochi (così come Paul Phoenix, Nina Williams e Yoshimitsu). Heihachi è il boss finale di Tekken e Tekken 4 e ricopre il ruolo di antagonista in tutti i videogiochi.

## Descrizione

### Aspetto
Heihachi è un uomo dai capelli grigi che gli coprono parzialmente la testa tenuti verso l'alto ma piegati leggermente indietro (neri in Tekken, Tekken 2 e Tekken Tag Tournament 2) e un fisico molto possente nonostante l'età, da Tekken 2 Heihachi possiede una cicatrice a forma di X sul petto, avuta dopo che suo figlio Kazuya l'ha gettato giù dal burrone. Egli è il capo della Mishima Zaibatsu, organizzazione di famiglia fondata da suo padre Jinpachi, in Tekken, Tekken 3 e Tekken 4, dopo aver preso il controllo dal padre tramite un colpo di Stato.
Nonostante non possieda il Gene del diavolo, Heihachi ha delle capacità che superano quelle di un normale essere umano. Infatti riesce addirittura a sopravvivere all'esplosione dei Jacks e dell'Honmaru, riprendendosi circa due mesi dopo, passati senza né mangiare né bere. Questo potere è stato ottenuto da Heihachi dopo che quest'ultimo è riuscito ad impossessarsi del sangue del dio della lotta, Ogre, personaggio introdotto in Tekken 3.
In Tekken Tag Tournament 2 Heihachi ingerisce una droga, studiata da lui, e grazie ad'essa ringiovanisce; ha così un viso più giovanile, i capelli neri che questa volta gli coprono tutta la testa, e un fisico leggermente più possente.
Con questo nuovo aspetto appare in Tekken 3D: Prime Edition, mentre rimane coi capelli bianchi in Street Fighter X Tekken di Capcom, in cui è in coppia con Kuma.

### Stile di combattimento
Il suo stile di combattimento è il Karate stile Mishima, stile imparato originariamente dal padre(Jinpachi Mishima)che ha poi tramandato ai suo figli Kazuya e Reina ed anche a suo nipote Jin Kazama. Lo stile di combattimento di Heihachi si basa sul Karate Gōjū-ryū con posa a palmo aperto, molti colpi a taglio e pugni a martello, anche se Heihachi presenta alcune mosse di wrestling come l'Atomic Drop (Heihachi afferra l'avversario da dietro e gli fa sbattere il coccige contro il suo ginocchio) e la Powerbomb.
Tra le mosse a disposizione di Mishima ci sono lo Spinning Demon, l'Electric Wind God Fist, il Dragon Uppercut, Stonehead, Demon Scissors e le combo Mishima da 10 colpi.

### Personalità
Heihachi è un uomo con una forte volontà, determinazione, fierezza e spirito combattivo, non si tira mai indietro davanti alle sfide, perché il suo obiettivo è diventare il più temuto e forte lottatore del mondo.
Non è molto buono, in quanto è severo con Kazuya fin dall'infanzia, e stufo della sua debolezza lo ha buttato giù da un dirupo per cercare di temprargli lo spirito e renderlo un vero lottatore; nel fare ciò ha inoltre imprigionato il padre che aveva tentato di interferire.
È molto affezionato alla sua azienda, che ha diretto per oltre 40 anni che desidera mantenere sotto suo controllo e qualora la perdesse, cercherebbe in tutti i modi di riprendersela.
Anche se sembra completamente malvagio, Heihachi ha un lato buono che dimostra con sua moglie Kazumi e dimostra di voler bene anche a suo nipote Jin in Tekken 3 prendendosi cura di lui e insegnandogli a combattere finché egli non si dimostra contaminato dal gene del diavolo, ripudiato da Heihachi sopra ogni altra cosa; dimostrato anche nel suo stesso finale di Tekken 3, dove, vedendo Jin a terra privo di sensi, lo carica sull'elicottero con sé e rimane triste quando butta giù Jin dall'elicottero. Heihachi anche se usa il pugno di ferro con la Mishima Zaibatsu, cerca di usare il potere militare della compagnia per mantenere la pace.

## Biografia del personaggio

### Storia reale

#### Prima delTekken
Heihachi è figlio di Jinpachi Mishima, fondatore e padrone della immensa Mishima Zaibatsu. Fin da giovane mostra un temperamento difficile e poco incline all'ubbidienza. Il padre teme che il figlio possa diventare un cattivo erede dell'impero Mishima e tenta in tutti i modi di modificare il suo temperamento ma senza successo. L'unica cosa che Jinpachi riuscì ad insegnare con successo al figlio fu il Karate in stile Mishima, antica arte marziale di famiglia, simile al Karate classico ma più aggressivo e brutale. In età adulta Heihachi prese moglie, una donna di nome Kazumi. Kazumi gli diede un figlio: Kazuya. Jinpachi iniziò ad addestrare il nipote nelle arti marziali Mishima, fino a quando Heihachi, grazie a uno schema, prese il controllo della Mishima Zaibatsu. Jinpachi cercò di fermare Heihachi quando lanciò la Mishima nel settore militare, ma venne sconfitto e Heihachi lo rinchiuse nelle segrete di Honmaru, antico palazzo di proprietà Mishima, lasciandolo morire. Kazumi inoltre aveva previsto che Heihachi e in seguito anche Kazuya, sarebbero diventati delle minacce per il mondo, così la donna, facendosi consumare dal gene diabolico che aveva sempre sigillato insieme al suo clan, provò ad uccidere per primo Heihachi, ma senza successo venne poi uccisa da quest'ultimo.
Rimasto solo col figlio Kazuya, lo prese e lo portò sulla cima di un dirupo. Heihachi lo buttò giù perché credette che se fosse veramente suo figlio, un "vero Mishima" sarebbe sopravvissuto: L'obiettivo di Heihachi era quello di vedere se in Kazuya si sarebbe manifestato lo stesso ente di Kazumi.
Durante un'operazione militare in Svezia, Heihachi ha una relazione sentimentale con una donna misteriosa e vuole scoprire se avrà un altro figlio munito di gene demoniaco (Lars Alexandersson), vedendo che non fu così, Heihachi li abbandono al loro destino.
Per molto tempo la storia di Tekken ha fatto credere che Heihachi fosse ossessionato dal gene demoniaco, quando in realtà è stata la cosa che ha sempre temuto e di cui ha cercato di sbarazzarsene (benché in Tekken 4 vuole impossessarsene per completare un esperimento).
In Tekken 8 compare per la prima volta Reina, una ragazza che combatte con una mescolanza di arti marziali antiche e Stile Mishima proprio dello stesso Heihachi. Nel finale della storia. Reina proclama ufficialmente di essere figlia dello stesso Heihachi ma dotata del Gene Demoniaco, che intende usare per vendicare il padre. Non viene tuttavia spiegato null'altro sulle sue origini, sebbene si presenti nel gioco come una studentessa del Politecnico Mishima poco più giovane del "nipote" Jin Kazama.

#### Tekken
Heihachi, per ripristinare il caos, ha gettato Kazuya da un dirupo, ora attende il figlio per far in modo che diventi più forte partecipando al Tekken, dopodiché sarà sconfitto da suo figlio Kazuya e gettato nel dirupo.
In questo gioco se si sceglie Heihachi si dovranno affrontare in ordine tutti i sub-boss e il boss finale sarà Devil Kazuya.

#### Tekken 2
Heihachi, dopo essere riuscito a risalire il dirupo, prese la decisione di sottoporsi a un duro allenamento per vendicarsi del figlio. Nel frattempo Kazuya, che nel precedente torneo ereditò la compagnia del padre, organizzò il "The King of Iron Fist Tournament 2", o Tekken 2. Heihachi partecipò e riuscì a sconfiggere il figlio che gettò in un vulcano in eruzione, sicuro di averlo ucciso. Così, Heihachi tornò a dominare sulla Mishima Zaibatsu rendendola più grande di quanto non fosse prima. Heihachi riuscì a battere Kazuya, sfruttando la crisi di personalità del figlio e grazie all'aiuto involontario di Jun Kazama e degli altri partecipanti. Dopo avergli fatto perdere i sensi, Heihachi scaraventò Kazuya in un vulcano per poi fuggire dalla zona tramite un elicottero.
Sub-boss di Heihachi è Lee Chaloan. Heihachi è sub-boss di stage 8 Lee Chaloan, Kazuya Mishima e Devil.

#### Tekken 3
Quindici anni dopo il Tekken 2, la Mishima Zaibatsu effettuò alcuni scavi risvegliando il Dio della Lotta, Ogre. Con quella creatura in libertà, Heihachi sapeva che l'Impero Mishima non avrebbe avuto futuro. Un giorno venne a fargli visita suo nipote, Jin Kazama, nato dopo lo scontro fra Heihachi e suo figlio, Kazuya. Ogre ebbe l'istinto di uccidere tutti i combattenti più forti, compresa la madre di Jin, Jun Kazama. Heihachi scelse di addestrare Jin nel combattimento e, accorgendosi che Jin stava diventando pericoloso quanto suo padre, decise di fargli uccidere Ogre, per poi eliminare anche lui più tardi. Quattro anni dopo Heihachi organizzò il "The King of Iron Fist Tournament 3", o Tekken 3, nella quale fece partecipare Jin. Come nei piani, quest'ultimo riesce a sconfiggere Ogre e, nel frattempo, Heihachi ordina alla Tekken Force di uccidere Jin sotto i suoi occhi; il Gene del Diavolo ereditato dal padre però lo fa trasformare in demone, facendolo scappare via.
Sub-boss di Heihachi è Jin Kazama.
Nel suo finale, Heihachi sconfigge Ogre dopo un lungo scontro. Si gira e vede suo nipote Jin a terra privo di sensi. Pochi istanti dopo, vediamo Heihachi seduto e Jin disteso su una barella mentre i due sono su un elicottero. Heihachi osserva Jin mentre è seduto, ma si accorge che a Jin stanno comparendo i tatuaggi demoniaci e quindi lo scaraventa giù dall'elicottero e lo guarda con un'aria malinconica mentre egli cade.

#### Tekken Tag Tournament
Nel suo epilogo, Heihachi sta meditando seduto in una stanza e pensa agli scontri con Jin e Kazuya, uscendone vincitore. Dopodiché sorride.

#### Tekken 4
Durante il precedente torneo Ogre fu sconfitto da Jin ma lasciò del DNA e alcuni frammenti di zoccoli che permisero a Heihachi di provare a fondere il proprio DNA con quello di Ogre. L'esperimento non riuscì e Heihachi capì che serviva il Gene del Diavolo custodito dai corpi di Jin e Kazuya per diventare più forte. Heihachi aveva mandato la Tekken Force a rubare alcuni dati dall'azienda biotecnologica G Corporation che aveva trovato Kazuya in fin di vita nel vulcano ove Heihachi lo gettò. Kazuya riuscì a sopravvivere grazie ai suoi poteri demoniaci e la G Corporation, incuriosita dal suo DNA, lo salvò. Quando la Tekken Force arrivò nei suoi laboratori, Kazuya resuscitò uccidendo tutti i soldati. Heihachi decide di annunciare il "The King of Iron fist Tournament 4", o Tekken 4. Parteciparono sia Jin che Kazuya ma, quando arrivò il momento dello scontro fra i due, la Tekken Force catturò Jin. Heihachi batté Kazuya e lo portò nell'Honmaru, dove si trovava Jin. Devil aveva bisogno del corpo di Jin per completarsi e lo risvegliò per ucciderlo. Una volta sconfitto Kazuya, Jin si scontrò con suo nonno riducendolo in fin di vita. Jin si trasformò in demone ed si preparò a finire suo nonno ma, avendo una visione della madre, risparmiò Heihachi scappando ancora una volta.
Heihachi è boss della maggior parte dei personaggi.
Nel suo finale, Heihachi sconfigge Kazuya nel match finale, ma decide di non ucciderlo subito e dice a Kazuya di andare con lui se vuole vedere suo figlio Jin, quindi Heihachi diverse ore dopo porta Kazuya nell'Hon-maru dove risiede Jin. Quando entra, Kazuya si avvicina verso Jin, ma All'improvviso viene intrappolato da alcune catene. Heihachi rivela che le catene indeboliscono il suo potere demoniaco. Dopodiché se ne va dall'Honmaru dicendo che Kazuya e Jin saranno utili per il suo obiettivo.

#### Tekken 5
(Heihachi nel suo filmato introduttivo)
Poco dopo il combattimento, Heihachi e Kazuya riprendono coscienza attaccati da una miriade di Jack. Inizialmente padre e figlio combattono fianco a fianco ma, quando la situazione si trova sul punto di precipitare, Kazuya tradisce Heihachi gettandolo contro i nemici e scappando via. L'Honmaru esplode e Heihachi viene apparentemente ucciso ma più tardi si scopre che è sopravvissuto anche se ridotto molto male. Rimase per diverse settimane in un limbo tra la vita e la morte, quando rinvenne un mese dopo, Heihachi scoprì che qualcun altro aveva preso il dominio della Mishima Zaibatsu organizzando il "The King of iron Fist Tournament 5", o Tekken 5, e decise di parteciparvi per scoprire chi fosse l'usurpatore. Colui che aveva preso il controllo della Mishima Zaibatsu era Jinpachi Mishima, padre di Heihachi. Egli fu rinchiuso dal figlio nell'Honmaru, dove morì ed venne posseduto da un'entità maligna che lo riportò in vita,40 anni dopo, l'esplosione dell'Honmaru liberò Jinpachi dalle catene e fuggì prendendo il controllo della compagnia.
Nella sua storia, Heihachi si fa strada nel torneo, sconfiggendo Jack 5 e Kazuya, venendo a sapere dal figlio del fatto che il padre fosse il responsabile del torneo, rimanendo sorpreso che era ancora in vita, e lo affronta nuovamente dopo molto tempo dotato ora di poteri demoniaci, nonostante ciò Heihachi sconfigge il padre, affermando la sua supremazia sul potere demoniaco, riprende il controllo della compagnia e decide di prendere Jin, Jinpachi e Kazuya, legandoli a un razzo e lanciarlo nello spazio
(Heihachi dopo aver sconfitto il padre Jinpachi nella forma demoniaca)
Sub-boss di Heihachi sono Jack-5 e Kazuya Mishima. Heihachi è il sub-boss di stage 4 Jack-5, Stage 7 Steve Fox e Lee Chaolan e Stage 8 Raven, Kazuya Mishima e Wang Jinrei.

#### Tekken 6
Heihachi perse i sensi quando l'unità militare Jacks che stava affrontando si auto-distrusse. Al suo risveglio, il quinto Torneo del Re del Pugno di Ferro si era già concluso con la vittoria di Jin. Quando andò a casa, completamente all'oscuro degli eventi accaduti al torneo, venne assalito dalla Tekken Force. Successivamente, la Mishima Zaibatsu annunciò il sesto Torneo del Re del Pugno di Ferro. Quando seppe che Jin aveva assunto il controllo della Zaibatsu, Heihachi andò su tutte le furie e si diresse al torneo per reclamare il controllo della società.
Sub-boss di Heihachi sono: Jack-6 e Kazuya Mishima.
Nel suo epilogo, Heihachi cattura Kazuya e Jin e li conduce su una stazione orbitale. Dopo averli legati, apre un portello esterno con l'intenzione di lanciarli fuori, in modo tale che, attratti dall'atmosfera terrestre, finiscano bruciati. Il piano funziona, ma all'ultimo secondo Kazuya trascina con sé Heihachi fuori dalla stazione orbitale. I tre cadono nell'atmosfera, dove, a contatto con essa, si trasformano in vere e proprie stelle cadenti.

#### Tekken Tag Tournament 2
Nel suo finale, Heihachi arriva nei laboratori della Mishima Zaibatsu e ingerisce un siero, studiato da lui, e grazie ad'esso ringiovanisce; A quanto pare egli aveva ingerito tale siero per tutto il torneo per mantenere il suo aspetto da giovane con un viso più giovanile e i capelli neri (esattamente come in Tekken 2) che questa volta gli coprono tutta la testa. Subito dopo, ingerisce un altro siero per trasformarsi anche lui, come il figlio e il nipote, in Devil. Purtroppo l'esperimento fallisce e Heihachi si trasforma in un Grizzly simile a Kuma, dopodiché si accanisce infuriato contro la scienziata del laboratorio.

#### Tekken 7
Heihachi riesce a riprendersi la Mishima Zaibatsu, egli vuole essere visto come un eroe a gli occhi del mondo mettendo fine al conflitto che vi è tra la G Corporation e la Mishima Zaibatsu. IL suo piano è quello di usare suo nipote Jin come esca per attirare Kazuya ed ucciderli insieme per poter mettere fine al gene demoniaco, lasciando perdere il completamento dell'esperimento che stava facendo negli eventi del quarto torneo (Tekken 4). Tuttavia i piani di Heihachi falliranno in quanto Lars insieme a Lee e ad Alisa fanno in modo che Jin non finisca sotto le sue grinfie. Oltre a questo, Heihachi viene a scoprire che un certo Akuma/Gouki (personaggio di Street Fighter) sta cercando di uccidere lui e Kazuya su richiesta di Kazumi. L'uomo non crede assolutamente che la sua defunta moglie e questo misterioso guerriero si conoscano. Heihachi viene sconfitto da Gouki, il quale afferma di essere in debito con Kazumi: Lei voleva uccidere figlio e marito perché aveva previsto che sarebbero diventate delle serie minacce, mentre che Gouki si è fatto vedere solo ora perché avrebbe aspettato che Heihachi e Kazuya diventassero più forti per non ucciderli facilmente.
Tuttavia, Heihachi sopravviverà dopo essere stato soggiogato dai colpi mortali di Gouki, il quale raggiunge il suo prossimo obbiettivo: Kazuya. Heihachi ha progettato un satellite laser col quale fare fuoco sull'edificio principale della G Corporation dove Kazuya e Gouki si stanno scontrando. Capisce così che Gouki non mentiva quando diceva di conoscere Kazumi, in seguito attiva il satellite convinto di poterli uccidere, e distrugge l'edificio principale della G Corporation.
Kazuya però infuriato, ha capito che l'attacco del satellite a cui è sopravvissuto, è opera di Heihachi. Kazuya distrugge l'arma usufruendo dei propri poteri facendola schiantare contro un'intera città. Tale evento oltre che a portare morte e distruzione, dà la colpa alla Mishima Zaibatsu. Heihachi scocciato dalla situazione, si sfoga a raccontare il proprio passato ad un giornalista (nonché narratore di questo episodio) permettendogli di svelare al mondo tutto ciò, poi si reca in un vulcano dove farà i conti con Kazuya una volta per tutte. Heihachi perisce allo scontro venendo ucciso da suo figlio Kazuya e poi gettato nel magma; in seguito, Gouki rientra in scena per proseguire lo scontro con Kazuya: Il risultato di tale scontro resta ignoto.

#### Tekken 8
Essendo deceduto nel finale di Tekken 7, Heihachi non appare nel roster base dei personaggi di Tekken 8. Nella modalità storia viene comunque menzionato in diverse occasioni, e alcuni atteggiamenti di personaggi legati alla sua figura lo ricordano.
- Reina (che nel finale della storia si rivela essere una figlia illegittima di Heihachi, ma dotata del Gene Demoniaco, ancora tuttavia non risvegliato), combatte contro Jin Kazama nelle eliminatorie preliminari del nuovo King of Iron Fist Tournament nel Blocco B Asiatico, usando una combinazione di antiche arti marziali e Stile Mishima di Heihachi, che fanno risvegliare in Jin il potere demoniaco per la prima volta dopo il disastroso combattimento con Kazuya a New York nel primo capitolo della storia. Quando Reina sfoggia tali tecniche, Jin la ricollega alla figura del nonno, anche se dopo la ricomparsa del Gene Demoniaco lei decide di arrendersi ed unirsi alla sua squadra contro Kazuya pur mantenendo il riserbo sulla sua reale identità, affermando di aver imparato tali tecniche grazie a video su internet.
Avendo intuito che il Gene Demoniaco si risveglia in seguito a esperienze ravvicinate con la morte, Reina affronta a viso aperto in più occasioni Kazuya prima al Colosseo e successivamente nel rallentare la G Corp. verso Yakushima. Colpita da un imponente raggio demoniaco di Devil Kazuya, si scopre tuttavia essere sopravvissuta e, in una scena dopo i titoli di coda, si presenta ufficialmente come figlia di Heihachi e di aver risvegliato il Gene Demoniaco, ottenendo una nuova forma con cui desidera ottenere vendetta contro gli assassini del padre.
- Dopo aver colpito Reina, Kazuya si dirige verso il santuario di Yakushima dove Jin sta affrontando un viaggio interiore per riottenere e controllare i poteri della sua controparte demoniaca, scontrandosi con Xiaoyu ed il fratellastro Lars Alexandersson, che si sono messi a difesa del santuario. Proprio quest'ultimo oppone una strenua resistenza che ricorda a Kazuya quella del padre durante lo scontro nel vulcano avvenuto in Tekken 7.
È stato rivelato in un trailer che sarà il terzo personaggio DLC della season 1, il che implica che sia sopravvissuto dopo gli eventi del precedente capitolo

## Impatto culturale

### In altri media
Heihachi compare nell'anime Tekken: The Animation e nel film live-action Tekken, in cui è interpretato da Cary-Hiroyuki Tagawa.
Heihachi fa una breve comparsa nel manga Great Teacher Onizuka, in cui ha lo stesso aspetto che il personaggio aveva in Tekken. Le brevi apparizioni del personaggio sono due: quando affronta il protagonista Onizuka e quando supervisiona alcuni studenti, mentre questi sono intenti a pulire dei graffiti sulle pareti della scuola.
Heihachi appare sotto forma di personaggio giocabile nel videogioco picchiaduro Soulcalibur II, fa un'apparizione in un altro celebre titolo della Namco, ovvero Point Blank 3, come bersaglio di uno dei sottolivelli, e infine ha fatto la sua comparsa come personaggio giocabile nel titolo per Sony Playstation 3, ovvero PlayStation All-Stars Battle Royale, in quest'ultimo avrà il design che lo ha lanciato in Tekken.
In Super Smash Bros. per Nintendo 3DS e Wii U e Super Smash Bros. Ultimate è disponibile sotto forma di DLC un costume per i guerrieri Mii basato sull'aspetto di Heihachi nei primi giochi della serie.

### Accoglienza
Nel 1996, Gamest ha inserito Heihachi al 15º posto nella classifica dei "migliori personaggi dei videogiochi del 1995". Nel 1997, la stessa rivista lo ha inserito al 43º posto nella classifica dei "50 migliori personaggi dei videogiochi". GameSpot ha invece classificato Heihachi al 3º posto nella classifica dei più interessanti criminali dei videogiochi. Edge lo ha definito come "un cattivo di un gioco da combattimento leggendario". Play Generation lo classificò come il secondo vecchietto più arzillo tra quelli presenti nei titoli per PlayStation 2 tenendo conto della sua apparizione in Tekken 5.
Si tratta, inoltre, del personaggio preferito dal produttore del gioco, Katsuhiro Harada, nonché quello utilizzato più frequentemente da Harada quando gioca a Tekken.